# Canalejas de Peñafiel
Canalejas de Peñafiel è un comune spagnolo di 280 abitanti situato nella comunità autonoma di Castiglia e León.